# Jakus Mercédesz
Jakus Mercédesz (Budapest, 1993. január 21. –) magyar bajnok labdarúgó, hátvéd.

## Pályafutása
2005-ben a Kőbányai Ifjúsági SE utánpótlás csapatban kezdte a labdarúgást. 2007 és 2010 között az MTK csapatában szerepelt kölcsönjátékosként. Tagja volt a 2009–10-es bajnokcsapatnak. 2010–2012-ben az 1. FC Femina együttesében játszott kölcsönben.

## Sikerei, díjai
- Magyar bajnokság
  - bajnok: 2009–10
  - 2.: 2008–09